# Doryopteris adornata
Doryopteris adornata är en kantbräkenväxtart som beskrevs av Jovita Yesilyurt. Doryopteris adornata ingår i släktet Doryopteris och familjen Pteridaceae. Inga underarter finns listade.